# Seeve
El Seeve (en baix alemany Seev) és un afluent alemany de l'Elba que neix al peu del mont Wilseder Berg a la landa de la Lüneburger Heide al nucli Wehlen del municipi de Undeloh a Baixa Saxònia. Desguassa una conca de 408 km² amb un cabal mitjà de 4,44 m³.

## Hidrografia

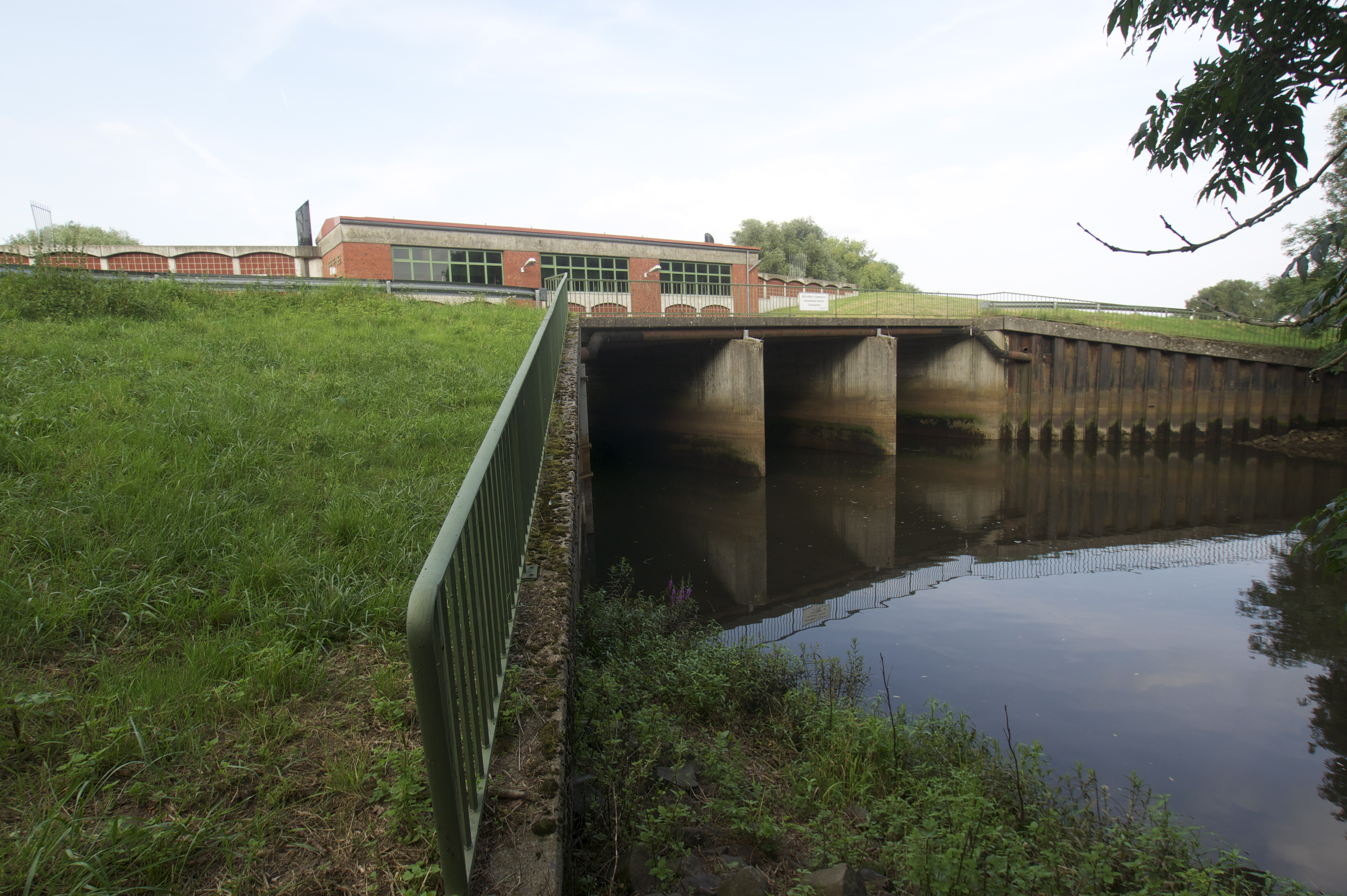
La resclosa de desguàs

La qualitat de l'aigua és de categoria II o moderatament pol·luït.
Al projecte del plan de gestió del riu de la Comunitat de la conca de l'Elba (FGG), la suppressió dels obstacles construïts per l'home (preses, rescloses de desguàs, dics) és una de les primeres prioritats, per tal de permetre als peixos migratoris com els salmons i les llamprees però també als anguíl·lids de repoblar el riu. Amb els seus 6° fins a 8 °C de temperatura, força constant compta entre els rius més freds d'Alemanya.
Un sender per vianants i bicis format de tres ciruits circulars connectats de junts 94 km de s'ha creat següent la vall del riu i els seus principals locs d'interès naturals i culturals..

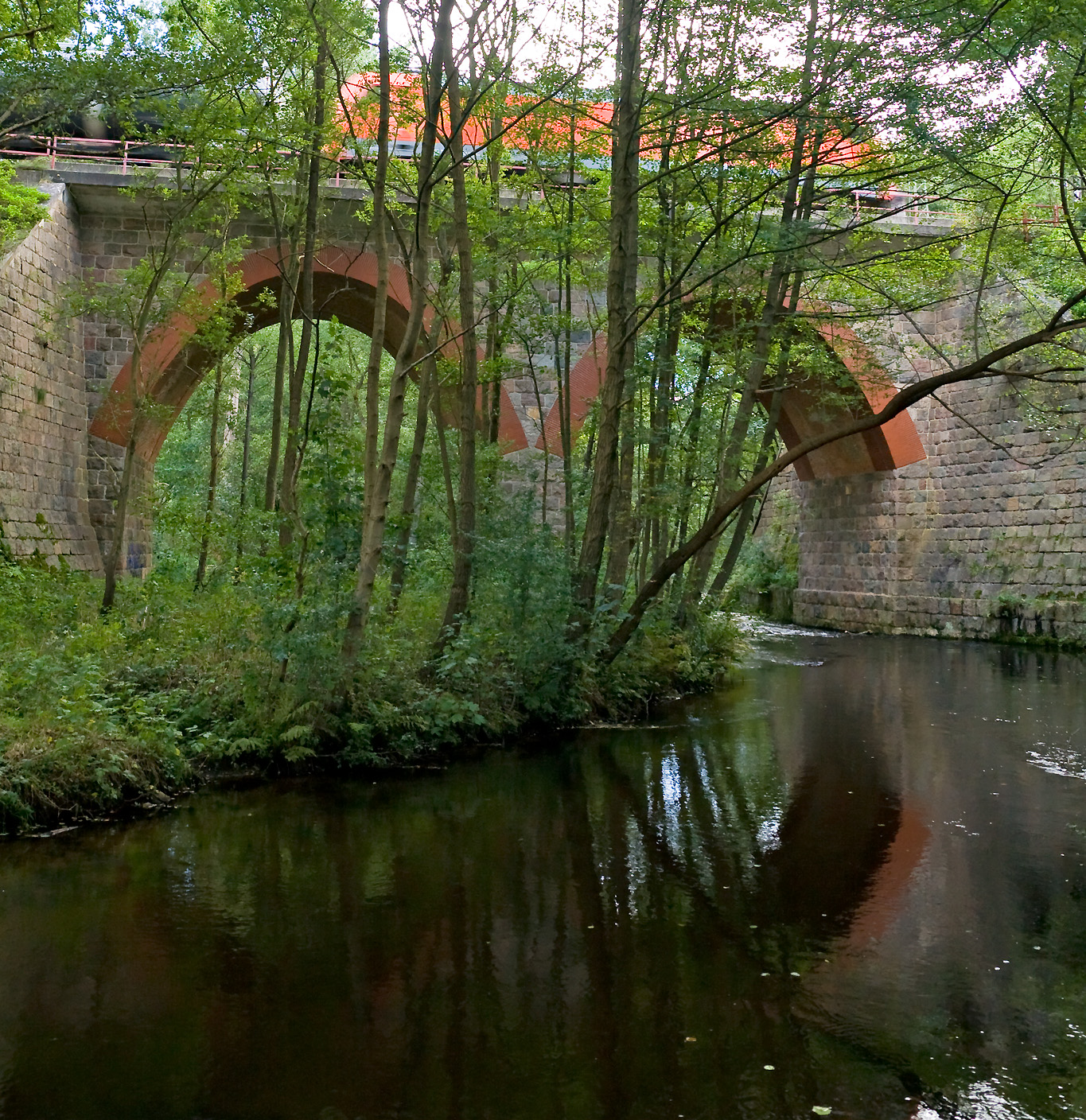
Pont al Seeve prop de Jesteburg
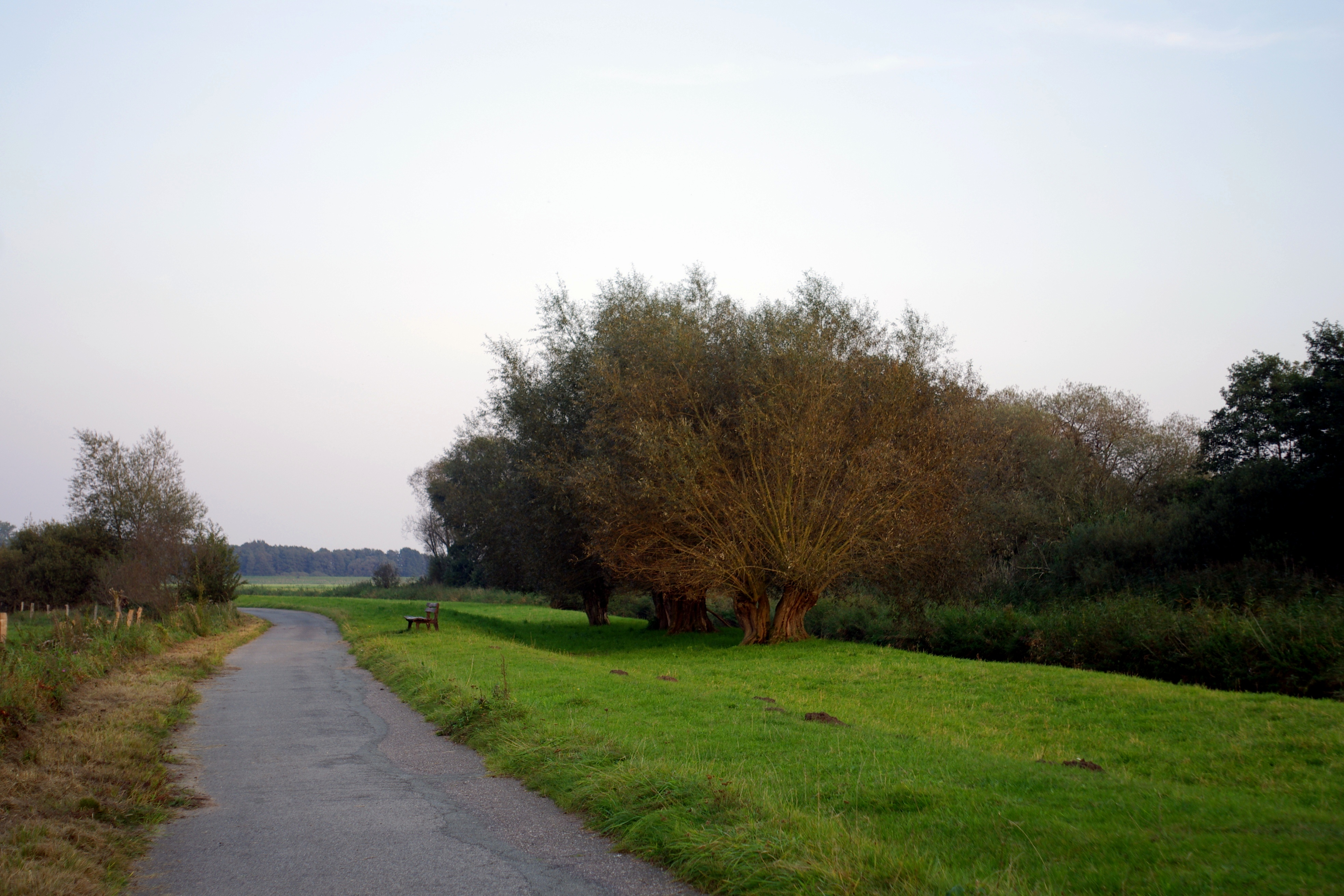
El sender a la reserva natural Untere Seeveniederung (= vall inferior del Seeve)
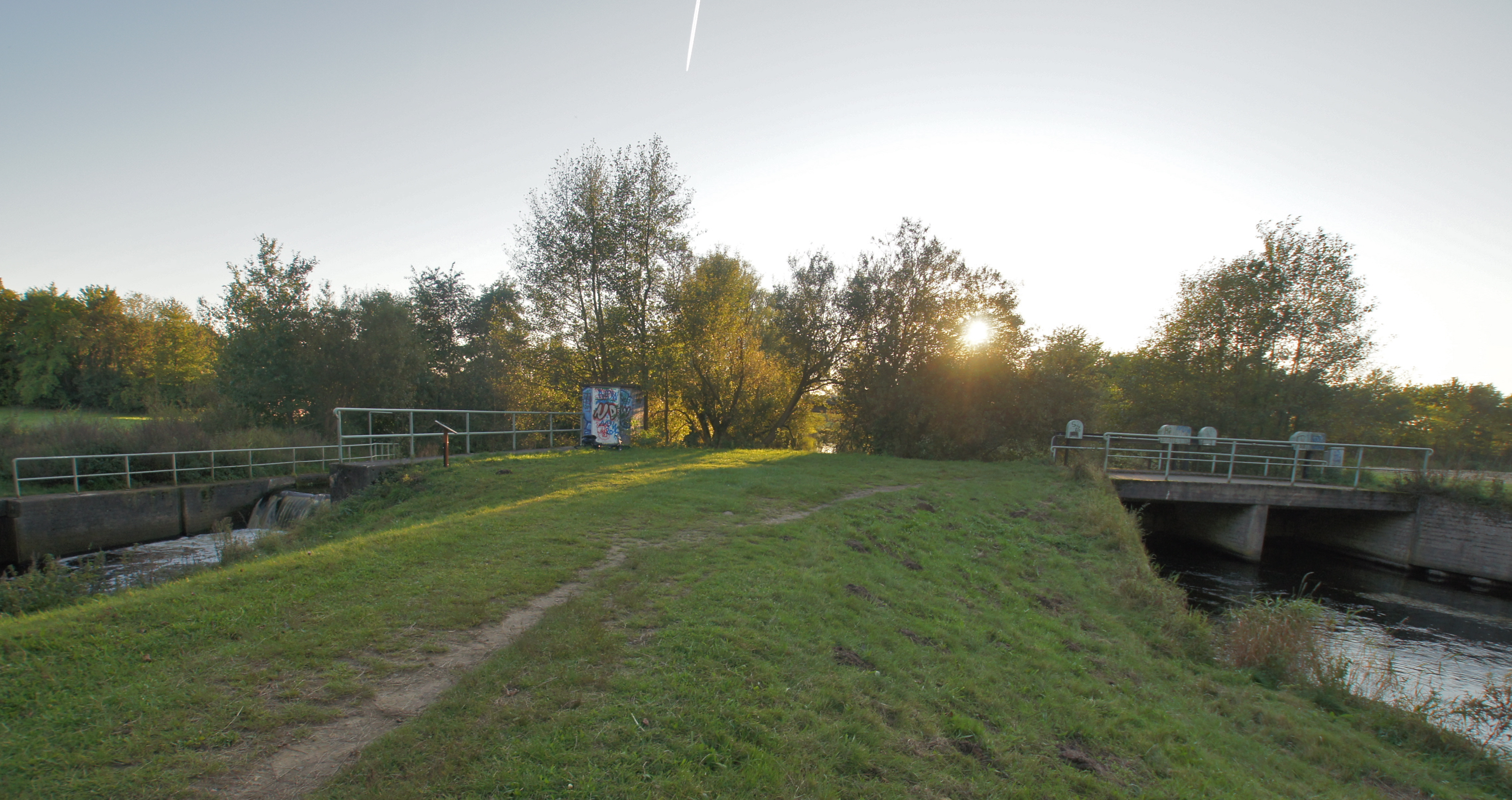
Bifurcació del Seeve i del Seevekanal a la frontera amb Hamburg
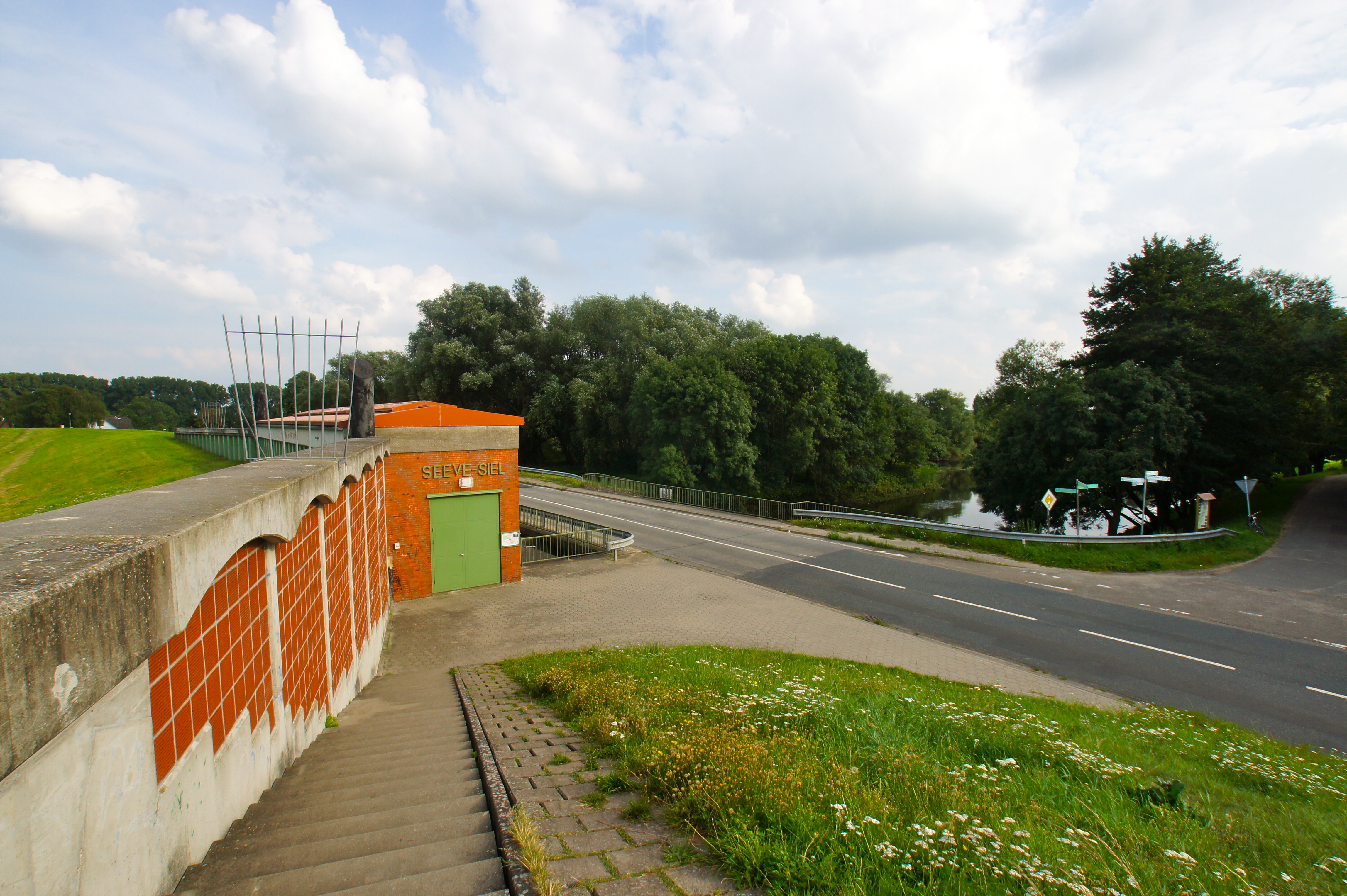
Resclosa de desguàs i de protecció anti-aigua alta a Stelle, prop de la desembocadura a l'Elba

Afluents
- Riba dreta: Rehmbach, Weseler Bach, Schmale Aue, Ashauser Mühlenbach
- Riba esquerra: Steinbach, Seevekanal

## Llocs d'interès
- Els municipis de Seevetal, Hamsdorf i Jesteburg
- El sender per a vianants i ciclistes de 92 km
- Un tram de 7,3 km aranjat pel turisme en canoa a Jesteburg
- La landa de la Lüneburger Heide